# Ivanivka (oblast de Dnipropetrovsk)
Ivanivka (en ukrainien : Іванівка, en russe : Ивановка, Ivanovka) est une localité de l'est de l'Ukraine, dépendant de l'oblast de Dnipropetrovsk, du raïon de Synelnykove, et de la communauté territoriale de Mejova. Sa population s'élevait à 1012 habitants en 2024.

## Géographie
La localité se trouve dans les confins sud-est de l'oblast de Dnipropetrovsk, sur la limite administrative avec l'oblast de Donetsk, marquée par le passage de la rivière Vovtcha, dont Ivanivka occupe la rive nord. La Vovtcha est un affluent de la rivière Samara, dans le système hydrologique de la rive gauche du fleuve Dniepr. Elle se trouve à 18,7 km au sud-ouest de la commune de Mejova, à 86 km au sud-est de la ville de Synelnykove, et à 125 km au sud-est de celle de Dnipro.